# Robert Franks
Robert Christopher Franks Jr. (Seattle, Washington; 18 de diciembre de 1996) es un baloncestista estadounidense que pertenece a la plantilla del Hapoel Gilboa Galil de la Ligat ha'Al israelí. Con 2,01 metros de estatura, juega en la posición de ala-pívot.

## Trayectoria deportiva

### Universidad
Jugó cuatro temporadas con los Cougars de la Universidad Estatal de Washington, en las que promedió 12,2 puntos, 4,7 rebotes y 1,5 asistencias por partido. En 2018 fue elegido jugador más mejorado de la Pac-12 Conference, tras pasar de promediar 6,3 puntos y 3,3 rebotes a 17,4 y 6,6 respectivamente. La temporada siguiente fue incluido en el mejor quinteto de la conferencia.

#### Estadísticas
| Año     | Equipo           | PJ  | PT | MPP  | %TC  | %3P  | %TL  | RPP | APP | ROB | TPP | PPP  |
| ------- | ---------------- | --- | -- | ---- | ---- | ---- | ---- | --- | --- | --- | --- | ---- |
| 2015–16 | Washington State | 23  | 0  | 8.3  | .280 | .222 | .762 | 1.3 | .4  | 0.0 | .2  | 2.3  |
| 2016–17 | Washington State | 30  | 0  | 16.6 | .442 | .311 | .732 | 3.3 | .8  | .1  | .6  | 6.4  |
| 2017–18 | Washington State | 30  | 30 | 33.0 | .476 | .405 | .854 | 6.6 | 1.9 | .5  | 1.0 | 17.4 |
| 2018–19 | Washington State | 27  | 26 | 34.4 | .493 | .399 | .848 | 7.2 | 2.6 | .7  | .7  | 21.6 |
| Total   | Total            | 110 | 56 | 23.7 | .467 | .378 | .829 | 4.7 | 1.5 | .3  | .6  | 12.2 |

### Profesional
Tras no ser elegido en el Draft de la NBA de 2019, el tres de julio formó un contrato dual con los Charlotte Hornets y su filial en la G League, los Greensboro Swarm.
El 4 de febrero de 2020, Franks fue traspasado a Stockton Kings a cambio de los derechos de Daniel Ochefu y la selección de la primera ronda de los Kings en el draft de la G League de 2020.
El 12 de abril de 2020 firmó un contrato por diez días con Orlando Magic, debutando esa misma noche. Al término del mismo volvió a renovar por otros diez días.
El 28 de agosto de 2021 firmó contrato con los Brisbane Bullets en Australia para la temporada 2021-22 de la NBL.
El 10 de junio de 2022 firmó contrato de dos años con los Adelaide 36ers, también de la NBL.
El 13 de febrero de 2023 se comprometió con el Hapoel Gilboa Galil Elyon de la Ligat ha'Al israelí hasta final de temporada.

## Estadísticas de su carrera en la NBA

### Temporada regular
| Año     | Equipo  | PJ | PT | MPP  | %TC  | %3P  | %TL  | RPP | APP | ROB | TPP | PPP |
| ------- | ------- | -- | -- | ---- | ---- | ---- | ---- | --- | --- | --- | --- | --- |
| 2020-21 | Orlando | 7  | 0  | 14.4 | .464 | .333 | .923 | 2.0 | .7  | .4  | .4  | 6.1 |
| Total   | Total   | 7  | 0  | 14.4 | .464 | .333 | .923 | 2.0 | .7  | .4  | .4  | 6.1 |